# غيل بورتر
غيل بورتر (بالإنجليزية: Gail Porter)‏ هي مقدمة تلفزيونية بريطانية، ولدت في 23 مارس 1971 في إدنبرة في المملكة المتحدة.

## وصلات خارجية
- الموقع الرسمي
- غيل بورتر على موقع IMDb (الإنجليزية)
- غيل بورتر على موقع قاعدة بيانات الفيلم (الإنجليزية)